# صاریغ دم‌حلقه‌ای مسی‌رنگ
صاریغ دم‌حلقه‌ای مسی‌رنگ (نام علمی: Pseudochirops cupreus) کیسه‌داری از تیره شبه‌دستان، سردهٔ شبه‌دست‌ها است که در اندونزی و پاپوآ گینه نو یافت می‌شود. در سیاهه قرمز IUCN، این جانور در وضعیت کمترین نگرانی طبقه‌بندی شده است.